# Gustaf Skarsgård
Gustaf Caspar Orm Skarsgård, född 12 november 1980 i Maria Magdalena församling, Stockholm, är en svensk skådespelare.

## Biografi
Gustaf Skarsgård är son till My och Stellan Skarsgård och helbror till Alexander, Sam, Bill, Eija och Valter Skarsgård samt halvbror till Ossian och Kolbjörn Skarsgård. Hans farfars far var Hjalmar Nilsson.  
Skarsgård filmdebuterade 1989 i kortfilmen Prima ballerina, där han spelade balettelev mot Emelie Rosenqvist. Samma år långfilmsdebuterade han i Täcknamn Coq Rouge, där han spelade systerson till titelkaraktären, som spelades av hans far, Stellan Skarsgård. Gustaf Skarsgård fortsatte därefter med flera barn- och ungdomsroller i exempelvis Min vän Percys magiska gymnastikskor (1994) och Skuggornas hus (1996). 
Han gick ut Teaterhögskolan 2003. Han fick en Guldbagge för bästa manliga huvudroll i filmen Förortsungar 2007. Samma år blev han utsedd till årets Shooting Star på Filmfestivalen i Berlin.
År 2011 debuterade han som regissör när han skrev manus och regisserade novellfilmen Människor helt utan betydelse, baserad på Johan Klings roman med samma namn.
År 2012 hade Skarsgård en roll i den norska Oscarsnominerade dramafilmen Kon-Tiki. Där porträtterade han den svenske etnografen och författaren Bengt Danielsson. År 2013 och framåt spelade han rollen som Floki i den historiska dramaserien Vikings. Serien är bland annat regisserad av Johan Renck och de två samarbetade 2014 i SVT-dramat Ettor och nollor.
På Dramaten och Stockholms stadsteater har Gustaf Skarsgård bland annat gjort roller som Hamlet, Bassanio och Claudio i Shakespeares Hamlet, Köpmannen i Venedig och Lika för lika, samt Arvid i Söderbergs Den allvarsamma leken och flera roller i Tjechovs Platonov.

## Privatliv
Gustaf Skarsgård är gift med Caroline Skarsgård (född Sjöström). Tillsammans har de en dotter född i november 2020 och en son född i maj 2023. Familjen bor på Södermalm i Stockholm.

## Filmografi (i urval)
- 1989 – Prima ballerina (TV-film)
- 1989 – Täcknamn Coq Rouge
- 1994 – Min vän Percys magiska gymnastikskor (TV-serie)
- 1995 – Sommaren
- 1996 – Skuggornas hus (TV-serie)
- 2002 – Kontrakt
- 2002 – Den osynlige
- 2002 – Gåvan
- 2002 – Cleo (TV-serie)
- 2003 – Ondskan
- 2003 – Detaljer
- 2003 – Swedenhielms (TV-serie)
- 2004 – Ikke Naken
- 2004 – Babylonsjukan
- 2006 – Förortsungar
- 2006 – Snapphanar (TV-serie)
- 2007 – Arn – Tempelriddaren
- 2007 – Iskariot
- 2007 – Råttatouille (röst som råttan Remy)
- 2007 – Pyramiden
- 2008 – Arn – Riket vid vägens slut
- 2008 – Patrik 1,5
- 2010 – The Way Back
- 2011 – Människor helt utan betydelse (regi och manus)
- 2011 – Happy End
- 2011 – Bibliotekstjuven (TV-serie)
- 2012 – Kon-Tiki
- 2013 – Vi [10][11][12]
- 2013–2020 – Vikings (TV-serie)
- 2014 – Ettor och nollor (TV-serie)
- 2014 – Tjuvarnas jul – Trollkarlens dotter
- 2017 – Darling
- 2018 – Westworld (TV-serie)
- 2019 – Cursed (TV-serie)
- 2019 – 438 dagar
- 2021 – Utvandrarna
- 2023 – Oppenheimer
- 2023 – Ondskan (TV-serie)
- 2023 – Air
- 2025 – Koka björn (TV-serie)
- 2026 – The Storm

## Teater

### Roller (ej komplett)
| År   | Roll                                    | Produktion                              | Regi                 | Teater                 |
| ---- | --------------------------------------- | --------------------------------------- | -------------------- | ---------------------- |
| 2001 | Medverkande                             | Bash Neil Labute                        | Emma Bucht           | Stockholms stadsteater |
| 2004 | Kristian                                | Var Man Greta Sundberg                  | Agneta Ehrensvärd    | Dramaten               |
| 2004 | Bassanio                                | Köpmannen i Venedig William Shakespeare | Mats Ek              | Dramaten               |
| 2005 | Nikoláj Trilétskij, hennes bror, läkare | Platonov Anton Tjechov                  | Karl Dunér           | Dramaten               |
| 2005 | Claudio                                 | Lika för lika William Shakespeare       | Yannis Houvardas     | Dramaten               |
| 2006 | Alwa Schöning                           | Lulu Frank Wedekind                     | Ole Anders Tandberg  | Dramaten               |
| 2008 | Arvid Stjärnblom                        | Den allvarsamma leken Hjalmar Söderberg | Daniel Lind Lagerlöf | Stockholms stadsteater |
| 2009 | Hamlet                                  | Hamlet William Shakespeare              | Katrine Wiedemann    | Stockholms stadsteater |
| 2022 |                                         | Tröstrapporter Alex Schulman            | Alex Schulman        | Dramaten               |